# Чен'ень
Храм Чен'ень (кит. 承恩寺, піньїнь: chengensi, акад. Чен'ень си) — буддійський храм у Пекіні, КНР, збудований при династії Суй та кілька разів перебудовувався, головним чином між 1510 і 1513 мінським імператором Чженде.
Головний храмовий палац Дасюн, з годинником та барабанною вежею, кам'яними буддами, був побудований мінськими архітекторами.
У храмі зібрана багата колекція предметів релігійного мистецтва часів династії Мін, як, наприклад, фрески в залі Чотирьох Небесних Царів (Тайван Дянь).